# 반튼 술탄국
반튼 술탄국(Sultanate of Banten, 1526년 ~ 1813년) 또는 반튼 왕국은 서부 자와(Java)의 술탄국(sultanate)이었다.
16세기 초에 수마트라(Sumatra) 출신인 이슬람교도 수난 구눙 자티(Sunan Gunung Jati)가 반튼(Banten)에 내주하여 이슬람교 포교에 힘쓰고 이슬람교국인 드막 술탄국(Demak Sultanate)의 왕녀와 결혼하여 그 세력을 배경으로 이 곳의 번왕(藩王)이 되었다.
그의 아들 하사누딘(Hasanudin)은 부친의 지위를 계승하였으나 1568년에는 드막으로부터 독립하여 반튼 술탄국을 세우고 이어서 그 아들 마울라나 유숩(Maulana Yusuf)은 1579년 힌두 왕국인 파자자란(Pajajaran)을 멸하고 서부 자와의 통일에 성공하였다.
16세기 말에는 여러 나라의 상인이 이 나라에 많이 모여 번영하였다가, 17세기에 이르러 네덜란드인이 동인도 경략을 적극적으로 추진한 이래 점차 그 정치권력과 경제적 번영을 빼앗겨 갔다. 1752년 이래 네덜란드의 보호국이 되었다가, 19세기초 반튼인의 네덜란드인 살해사건에 의하여 최후의 술탄이 추방되고 그 국토는 네덜란드의 직할령이 되었다.

## 같이 보기
- 인도네시아의 역사

## 참고 자료
- 이 문서에는 다음커뮤니케이션(현 카카오)에서 GFDL 또는 CC-SA 라이선스로 배포한 글로벌 세계대백과사전의 내용을 기초로 작성된 글이 포함되어 있습니다.